# 長瀨茶所站
長瀨茶所站（日语：／ Nagasechajo eki */?）是位於岐阜縣揖斐郡長瀨村（現時：揖斐川町），名古屋鐵道谷汲線的鐵道車站（廢站）。

## 歷史
在計劃當初還沒有預定設置此站，在1925年12月15日「鐵道工事設計變更認可申請書」中追加了「茶所站」。在1926年谷汲線的前身谷汲鐵道開業時，長瀨茶所站也啟用。在車站旁邊設有別名為的「正受寺」，供從車站前往參詣的乘客使用
但是由於客量下降，在名古屋鐵道與谷汲鐵道合併的1944年暫停營業，隨後在1958年廢除。
- 1926年（大正15年）4月6日 - 谷汲鐵道黑野站至谷汲站之間開通，此站啟用[5][6]。
- 1944年（昭和19年）
  - 3月1日 - 3月1日 - 谷汲鐵道被名古屋鐵道收購合併，成為名古屋鐵道谷汲線的車站[6][7]。
  - 日時不詳 - 車站暫停營業[6][7]。
- 1958年（昭和33年）5月1日 - 車站正式廢除[6][8]。

## 車站構造
截至車站廢除前，此站是地面車站，設有1面1線的單式月台。

## 車站周邊
- 揖斐川町社區巴士（日语：揖斐川町コミュニティバス）「長瀨診所前巴士站」[10]。

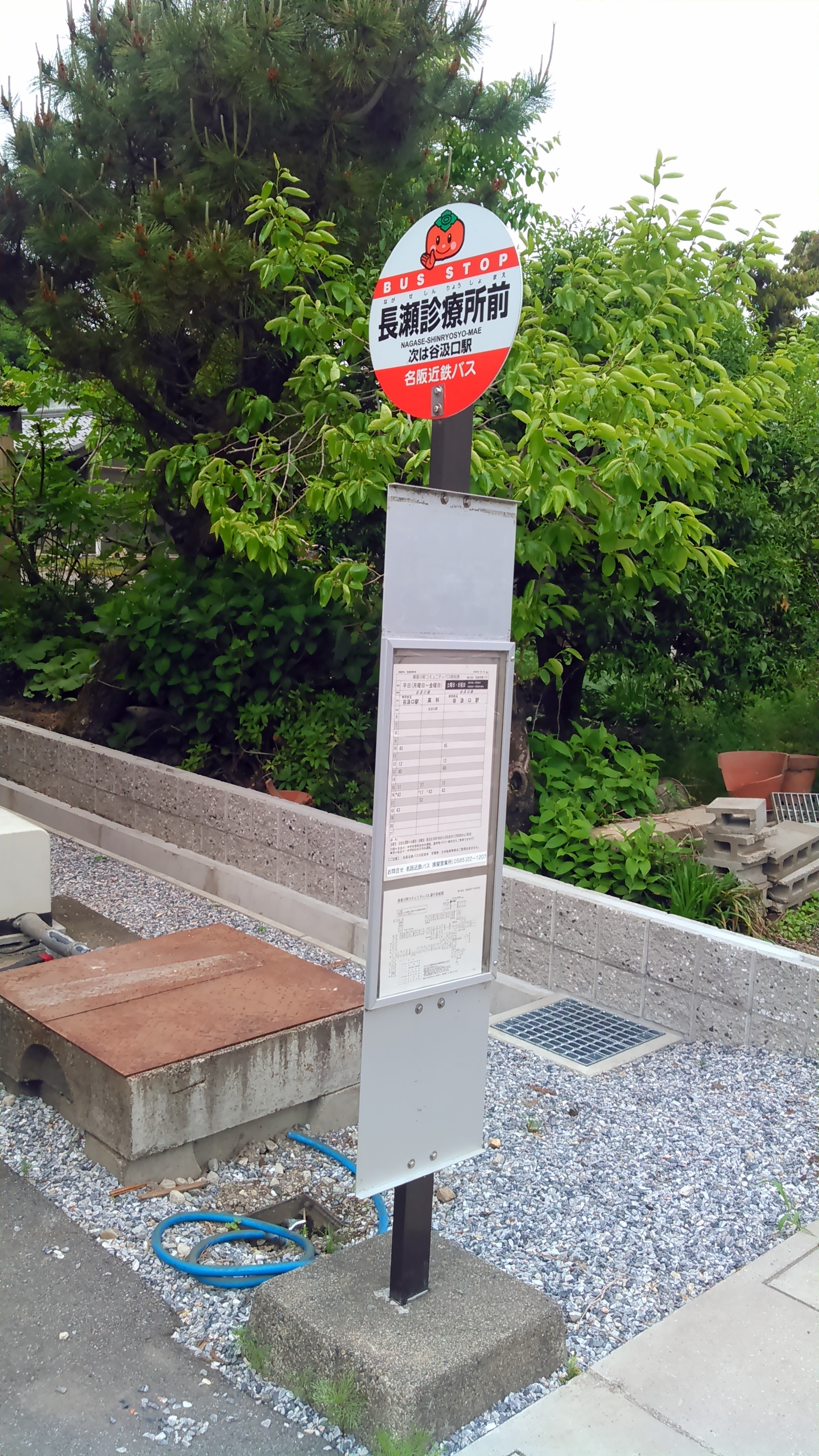
長瀨診所前巴士站 （2017年5月）

## 相鄰車站
名古屋鐵道
谷汲線
長瀨－長瀨茶所－結城

## 注腳
1. ↑  大島一朗. . 岐阜新聞社. 2005: 23. ISBN 978-4877970963 （日语）.
2. ↑  大島一朗. . 岐阜新聞社. 2005: 27. ISBN 978-4877970963 （日语）.
3. ↑  大島一朗. . 岐阜新聞社. 2005: 211. ISBN 978-4877970963 （日语）.
4. ↑  大島一朗. . 岐阜新聞社. 2005: 67,89. ISBN 978-4877970963 （日语）.
5. ↑  「地方鉄道運輸開始」《官報》1926年4月13日（國立國會圖書館數碼化資料）
6. 1 2 3 4  . 鄉土出版社. 1997: 220–230. ISBN 4-87670-097-4 （日语）.
7. 1 2  名鉄600V線の廃線を歩く－惜別の“岐阜線”と空港線誕生，pp.68,140,144。
8. ↑  名鉄600V線の廃線を歩く－惜別の“岐阜線”と空港線誕生，pp.68,144。
9. ↑  大島一朗. . 岐阜新聞社. 2005: 209. ISBN 978-4877970963 （日语）.
10. ↑  名阪近鐵巴士（日语：名阪近鉄バス）.  (PDF). 揖斐川町. 2015年9月1日  [2017年5月18日]. （原始内容存档 (PDF)于2017年5月17日） （日语）.